# Pope II
Pope II, ist ein Gemälde des irischen Malers Francis Bacon. Das 198 cm × 137 cm große, in Öl auf Leinwand gemalte Bild ist Teil einer dreiteiligen Serie (Pope I, Pope II und Pope III) aus dem Jahr 1951. Es zeigt einen schreienden Papst auf seinem Thron sitzend, umgeben von einer käfigartigen Linienkonstruktion. Bis 1971, dem Jahr, in dem er sein letztes Papst-Gemälde fertigstellte, beschäftigte sich Francis Bacon beinahe durchgehend mit dem Papstporträt Innozenz X., das Velázquez 1650 in Rom gemalt hat (siehe auch Studie nach Velázquez’ Porträt von Papst Innozenz X.). Pope II befindet sich heute in der Sammlung der Städtischen Kunsthalle Mannheim.

## Bildbeschreibung
Im päpstlichen Ornat – mit Chorhemd, Mozetta und Camauro – sitzt der Papst auf einem Thron. Während der Kopf, der zum Schrei geöffnete Mund und der Oberkörper der Figur deutlich ausgearbeitet sind, erkennt man Teile des Unterkörpers nur andeutungsweise. Die Sitzfläche des Thrones wird nur schemenhaft dargestellt. Durch die Einbettung der Figur auf dem Thron in ein käfigartiges, „transparentes Liniengefüge unterschiedlicher Stärke“ deutet sich eine räumliche Tiefe an. Die Haltung seines rechten Oberarms wird nur flüchtig angedeutet, womöglich liegt seine Hand auf dem rechten Knie. Der Oberkörper der Figur wendet sich gegen die durch den Thron vorgegebene Sitzrichtung dem Betrachter zu und schreit diesem frontal entgegen. Es bleibt ungeklärt, ob der hier Dargestellte in der Rolle des Quälenden oder des Gequälten erscheint. Der starke Bewegungsdrang der Figur wird durch den Kontrast zum starren Raumgerüst besonders eindringlich hervorgehoben.
Bacon verdeutlicht diesen Gegensatz durch seine spontane und flüchtige Malweise, bei der unterschiedlich starke Verlaufsspuren des Pinselstrichs innerhalb der Figurendarstellung dem Gemälde Prozesscharakter vermitteln. Bei dem pastosen Farbauftrag auf ungrundierter Leinwand dominieren auf dem dunkelvioletten Untergrund die Farben weißliches Türkis und Hellblau sowie ein weißliches Violett und ein wenig Gelborange.
In Bacons Darstellung ist der Papst nicht in seiner mächtigen und heroischen Position und Haltung zu sehen, er ist isoliert dargestellt.

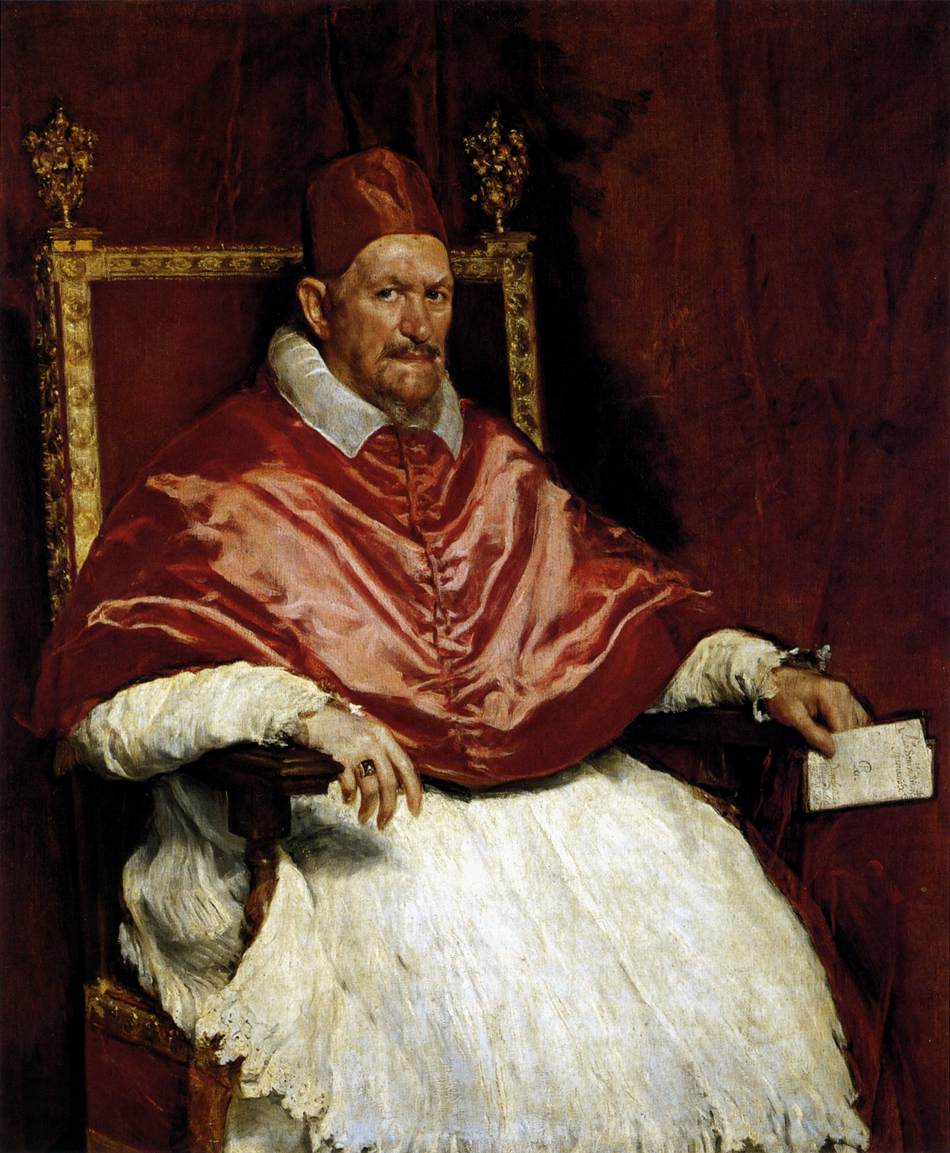
Diego Velázquez: Porträt von Papst Innozenz X., 1650, Öl auf Leinwand; Galleria Doria Pamphili, Rom